# 科米什納河
科梅什納河（烏克蘭語：Комишна），也依俄語譯為科梅什納亞河（俄语：Камышная），是東歐的河流，流經烏克蘭的盧甘斯克州和俄羅斯的羅斯托夫州，河道全長95公里，流域面積1,205平方公里，發源自米基利斯凱附近。